# Fagin
Fagin es un personaje ficticio de la novela Oliver Twist, de Charles Dickens. En el prefacio de dicha novela se le describe como «receptor de bienes robados», pero en el texto se le identifica  como un «simpático anciano» o simplemente como «el judío». Fagin es el líder de un grupo de niños (entre ellos, Jack Dawkins «el pillastre» y Charley Bates), a quienes enseña a ganarse la vida como carteristas y otras actividades criminales a cambio del alojamiento. Una de sus características es su constante —y poco sincero— uso del epíteto «querido» cuando se dirige a otros. En cierto punto de la novela, otro personaje (Monks) dice de él que ha convertido a «montones de niños» en delincuentes. Bill Sikes, uno de los mayores malvados de la novela, y su novia Nancy, son antiguos alumnos suyos.
Aunque se ha representado como un personaje humorístico,reconoce un avaro, que a pesar de la riqueza que ha adquirido, hace muy poco por mejorar las miserables vidas de los niños que protege. En su segunda aparición, interpreta un monólogo en el que reconoce estar menos preocupado por el bienestar de los niños que por la posibilidad de que lo delaten a él y a otros miembros de la banda. El personaje muestra sus facetas más oscuras cuando golpea a Jack Dawkins por no traer a Oliver de vuelta, amaga con pegar a Oliver por intentar escapar, o con su propia implicación en varias tramas y enredos a lo largo de la historia. Fagin se convierte en el responsable indirecto pero intencionado de la muerte de Nancy al informar falsamente a Sikes de que la joven le ha traicionado, cuando en realidad lo había protegido de la policía. Hacia el final del libro, Fagin es detenido y sentenciado a la horca, en un capítulo en el que su angustia incita a la conmiseración por parte del lector.

## Base histórica
Dickens tomó el nombre de Fagin de un amigo que conoció en su juventud, cuando trabajaba en una fábrica de betún.

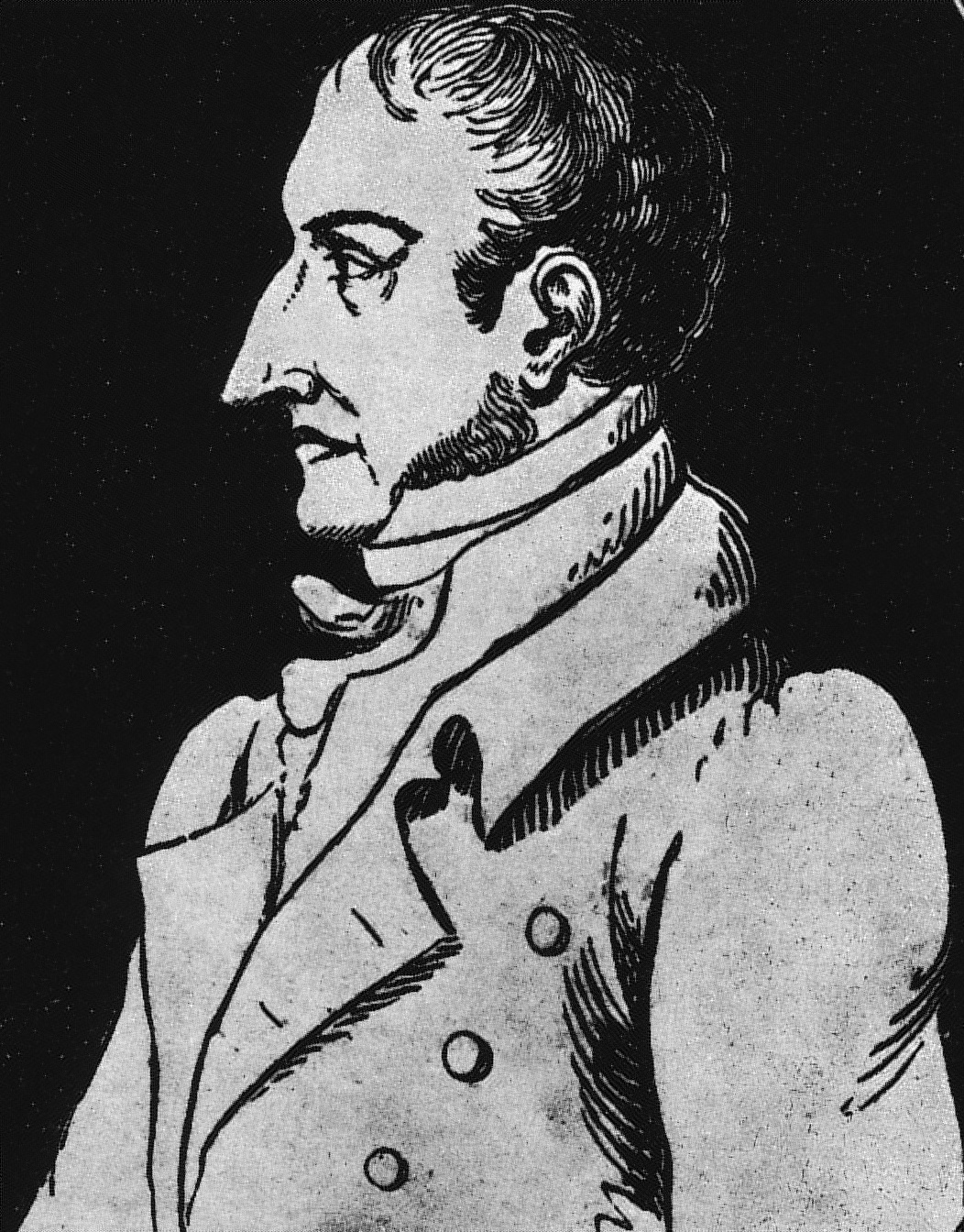
El perista Ikey Solomon, considerado por muchos como la fuente de inspiración del personaje de Fagin

El personaje de Fagin podría estar basado en Ikey Solomon, un delincuente inglés de los siglos XVIII─XIX especializado en traficar con bienes robados que protagonizó un célebre arresto, huida, segunda captura y juicio. En algunos relatos también se dice que reclutaba niños y los adiestraba como carteristas y descuideros, dándoles alojamiento y manutención a cambio de los objetos robados.
Otras fuentes, como Howard Mancing en The Cervantes Encyclopedia, afirman que Fagin se inspira en Monipodio, uno de los principales personajes de la novela Rinconete y Cortadillo de  Miguel de Cervantes. Monipodio es el líder de una banda criminal compuesta por niños rateros y carteristas que actúa en la Sevilla del siglo XVII.

## Alegaciones de antisemitismo
Fagin ha protagonizado fuertes debates sobre el antisemitismo, ya en su época y en tiempos más modernos. Por ejemplo, en la introducción a una reedición de Oliver Twist por Bantam Books (1981), Irving Howe escribió que Fagin estaba considerado el «estereotipo del judío malvado». Los primeros 38 capítulos del libro se refieren a Fagin por su religión y raza 257 veces, llamándolo «el judío», contra las 42 veces en las que se le llama «Fagin» o «el viejo». En 2005, el novelista Norman Lebrecht escribió que «Es difícil imaginar una estigmatización más malintencionada de una comunidad étnica, y no es en absoluto involuntaria». Dickens, que conocía muy bien la vida callejera de Londres, escribió que había hecho judío a Fagin porque «lamentablemente era verdad, en la época a la que se refiere la historia, que este tipo de delincuente era casi invariablemente judío». El delincuente antes mencionado, Ikey Solomon, en el que podría haber inspirado el personaje de Fagin, también era judío. Dickens defendía asimismo que al llamar «el judío» al personaje no pretendía ofender a la fe judía: «No tengo más sentimientos por los judíos que el de simpatía. Siempre hablo bien de ellos, ya sea en público o en privado, y doy testimonio ─no podría hacer menos─ de su buena fe en cualquier transacción que haya tenido con ellos (...)».
En ediciones posteriores del libro impresas durante la vida del escritor, Dickens eliminó la palabra «judío» en 180 puntos del texto. El escritor tomó esta decisión después de vender en 1860 su casa de Londres a un banquero judío, James Davis, que se quejó de la insistencia sobre el judaísmo de Fagin en la novela. Cuando vendió la casa, se dice que el autor comentó a un amigo: «El comprador de Tavistock House será un prestamista judío», añadiendo más tarde: «Debo decir que el comprador ha tenido un comportamiento intachable en todos los sentidos, y no recuerdo ninguna ocasión en la que haya hecho negocios con alguien más satisfactorio, considerado y fiable».
Dickens se hizo amigo de Eliza, esposa de Davis, que en 1863 le dijo en una carta que los judíos veían su descripción de Fagin como un «gran daño» a su gente. Entonces Dickens revisó «Oliver Twist», eliminando toda mención de «el judío» de los últimos 15 capítulos, y después contestó: «No hay nada más que buenas relaciones con un pueblo por el que tengo un gran respeto y a quien no ofendería intencionadamente». En una de sus últimas lecturas en 1869, Dickens despojó a Fagin de todo estereotipo caricaturesco. Un informe de la época observó: «No hay entonación nasal; la espalda inclinada pero sin encoger los hombros: los atributos convencionales se han omitido».
En 1865, en «Nuestro común amigo», Dickens creó numerosos personajes judíos, el más importante de los cuales es Mr. Riah, un anciano que busca trabajo a mujeres jóvenes en fábricas propiedad de judíos. Una de las dos heroínas, Lizzie Hexam, defiende a sus patronos judíos: «El caballero es ciertamente judío, la señora, su esposa, es judía, y yo les fui presentada por un judío. Pero no creo que haya personas más amables en el mundo».
Will Eisner, autor de cómic, afectado por el antisemitismo de la descripción del personaje, escribió una novela gráfica en 2003 titulada «Fagin el judío», donde describe desde su punto de vista los antecedentes del personaje y de los sucesos de «Oliver Twist».

## Cine, teatro y televisión

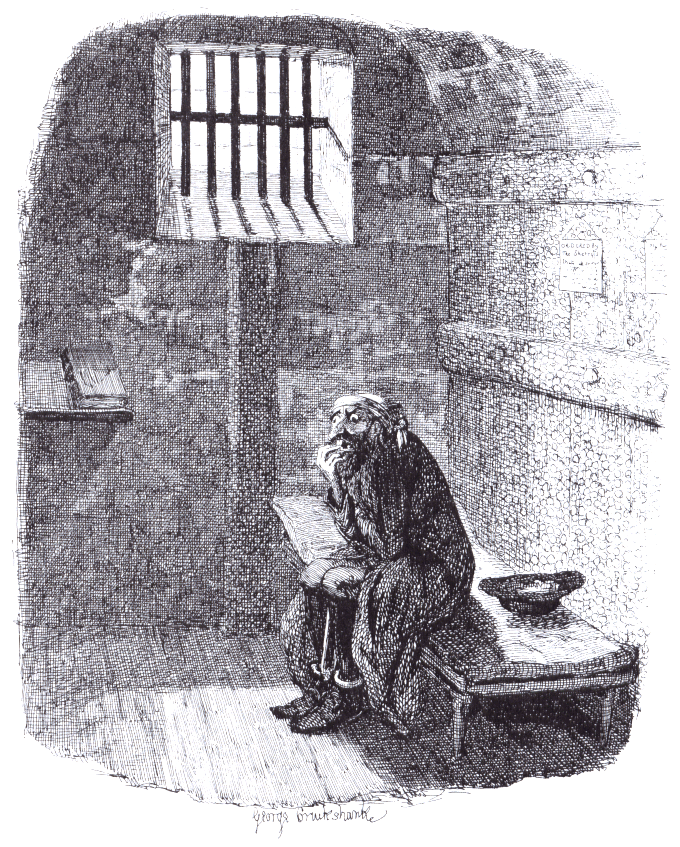
Fagin espera la horca

Muchos actores famosos han interpretado el personaje de Fagin. En 1948, Alec Guinness le dio vida en la película Oliver Twist de David Lean, con un controvertido maquillaje que exageraba los rasgos faciales estereotipados de los judíos. El estreno de la película en EE. UU. se pospuso durante tres años por la acusación de antisemitismo de la Liga Antidifamación de B'nai B'rith y la Junta de Rabinos de Nueva York. Al final, la película se estrenó en Estados Unidos en 1951 tras cortarle siete minutos de la actuación de Guinness.
La interpretación de Ron Moody en el musical londinense Oliver! y en la película de 1968 está evidentemente influenciada por la actuación de Guinness, aunque el «antisemitismo» de su interpretación se rebajó considerablemente en el musical. También se ve la influencia de Guinness en la interpretación de Ben Kingsley en el film Oliver Twist que dirigió Roman Polanski en 2005.
Cuando Oliver! se estrenó en Broadway en 1964, Fagin fue interpretado por Clive Revill, pero en la reposición de 1984, Moody retomó el papel.
La interpretación que hace Moody de Fagin es considerablemente diferente en Oliver! En el musical, Fagin es uno de los personajes de mayor calado, y su vis cómica rebaja en ocasiones la tensión de la trama. También se muestra más compasivo con Oliver e incluso lo defiende dos veces de Bill Sykes. Se presume que Fagin podría ser un pacifista, ya que odia la violencia y parece temer a Bill, que amenaza con pegarle. Además, a diferencia del libro y de la mayoría de las versiones cinematográficas, Fagin no muere, sino que recupera su vida de delincuencia con Jack Dawkins. También se puede decir que Fagin es el personaje más popular del musical. Moody, que era judío, describió así el papel que le valió un Globo de Oro y una nominación para el Óscar: «El destino me asignó el papel de Fagin. Fue el papel de toda una vida».
En la serie The Further Adventures of Oliver Twist (ATV, 1980), Fagin fue interpretado por David Swift. En esta serie de 13 episodios, Fagin ha escapado de la horca fingiendo una apoplejía que le ha dejado paralizado, y por tanto, no apto para ser ejecutado, y se esconde en The Three Cripples, atendido por el camarero Barney.
En la versión para televisión de 1982, Fagin está interpretado por George C. Scott. Aunque el personaje se suele presumir anciano, pequeño y mal parecido, el personaje de Scott es marcadamente más joven, fuerte y atractivo, además de estar más preocupado por los niños a su cargo, a los que alimenta y trata bien.
En diciembre de 2008, se reestrenó en Londres el musical Oliver! con Rowan Atkinson en el papel de Fagin.